# روبن مكلفي
روبن مكلفي (بالإنجليزية: Robin McLeavy)‏ هي ممثلة أسترالية، ولدت في 19 يونيو 1981 بسيدني في أستراليا.

## أعمال

### أفلام
- (2006) 48 ظلال
- (2009) الأحباء
- (2012)  صياد مصاص الدماء[4]
- (2015) تراجع

## وصلات خارجية
- روبن مكلفي على موقع IMDb (الإنجليزية)
- روبن مكلفي على موقع ألو سيني (الفرنسية)
- روبن مكلفي على موقع قاعدة بيانات الفيلم (الإنجليزية)